# (11427) Willemkolff
(11427) Willemkolff est un astéroïde de la ceinture principale découvert le 24 septembre 1960. Sa période orbitale est de 2059,26 jours (5,64 ans).
Il a été nommé ainsi en l'honneur du médecin américano-néerlandais Willem Johan Kolff.

## Référence
- (en) Cet article est partiellement ou en totalité issu de l’article de Wikipédia en anglais intitulé « 11427 Willemkolff » (voir la liste des auteurs).